# Bernd Epler
Bernhard Arthur „Bernd” Epler (ur. 26 lutego 1949 w Büsum) – niemiecki lekkoatleta, średniodystansowiec. W czasie swojej kariery startował w barwach Republiki Federalnej Niemiec.
Zdobył brązowy medal w sztafecie 4 × 4 okrążenia (w składzie: Paul-Heinz Wellmann, Godehard Brysch, Dieter Friedrich i Epler) na halowych mistrzostwach Europy w 1971 w Sofii.
Był halowym brązowym medalistą mistrzostw RFN w biegu na 800 metrów w 1971.
Startował w klubie Hamburger SV.